# Пейзажный парк

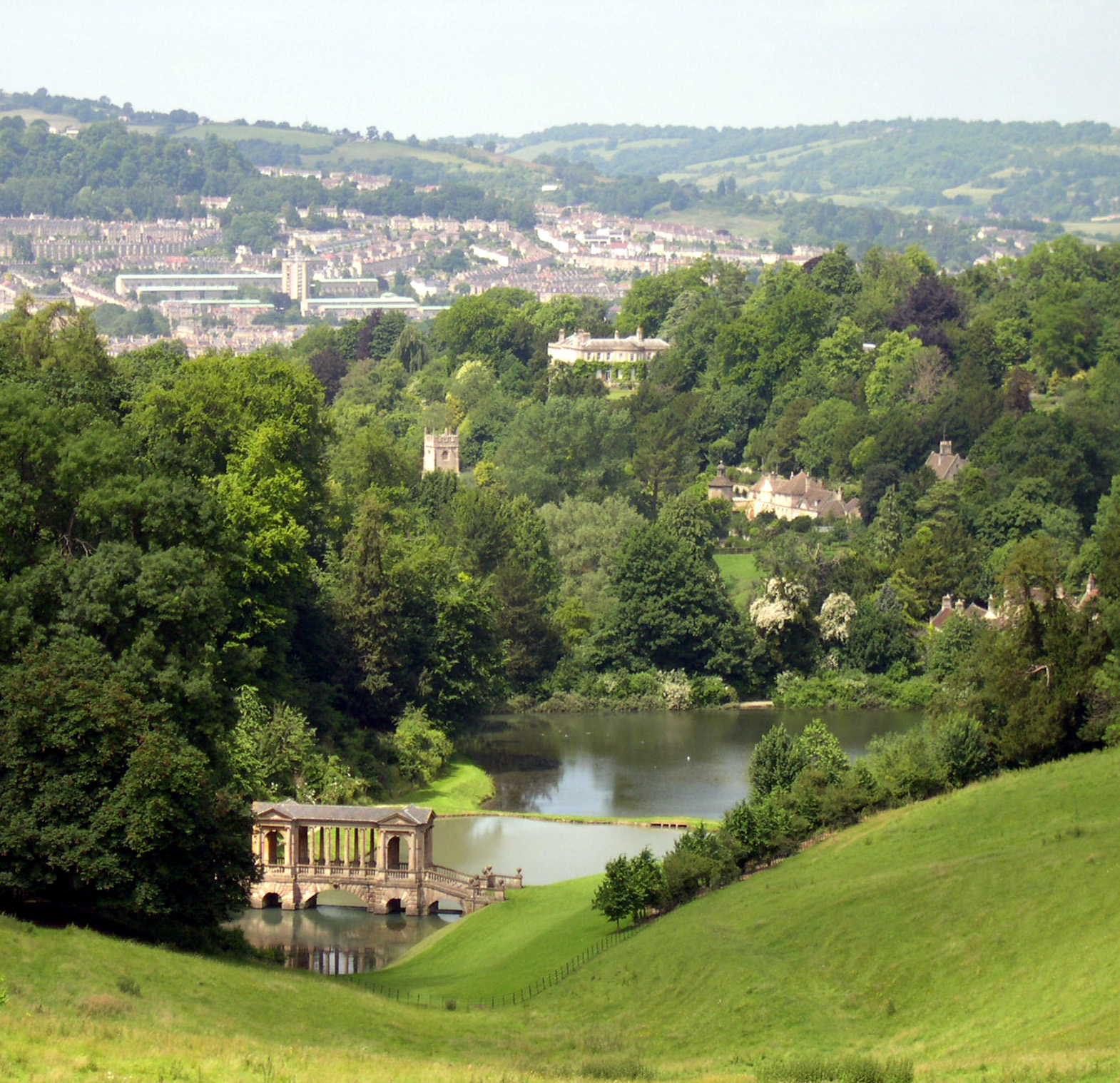
Ландшафтный парк в Бате

Пейза́жный (англи́йский, иррегуля́рный, ландша́фтный) парк — направление в садово-парковом искусстве, сложившееся в XVIII веке в Англии на контрасте с барочным регулярным парком во «французском стиле» Ленотра.

## Английские истоки
Французский и английский парк представляют собой разные грани эстетики классицизма в применении к садово-парковому искусству. Различием между французским и английским парком было лишь то, что в первом из них на деревья и кусты воздействовали непосредственно, подстригая их, во втором же – форму деревьев и кустарников не меняли. Парк версальского типа своими прямолинейными дорожками и фигурными формами тщательно обрезанных кустарников подчёркивал абсолютный контроль человека над природой. Английский сад шёл дальше, утверждая наивысшую ценность того искусства, которое неотличимо от природы. Оба направления, однако, характеризуются сменой эстетической парадигмы позднего средневековья — на ценности эпохи Просвещения: переход от пассивного созерцания «сакрального» объекта (сада) — к его созерцанию «активным субъектом».
Первые мастера английского сада — палладианец Уильям Кент и садовод Чарльз Бриджмен — черпали вдохновение в пейзажах Пуссена и особенно Лоррена, представлявших идеализированные картины природной гармонии. Увлечение лорреновскими пейзажами привело к созданию ненавязчивых в своём разнообразии парков в Кларемонте и Стоурхеде. Трудами Кента самый грандиозный регулярный парк Англии Стоу в Бакингемшире, был постепенно очищен от геометрических форм и переосмыслен как естественное продолжение окружающего пейзажа. Изначально система пейзажного парка воплощала идею Ж.-Ж. Руссо преклонения перед природой, красотой её естественных пейзажей. Создатели таких парков стремились к постижению равновесия и гармонии, существующих в природе.
Мастера английского парка отводили большое место элементу непредсказуемости и сюрприза. Посетитель английского парка редко мог предсказать, что ждёт его за очередным поворотом аллеи. Как правило, пейзаж разнообразили живописные мостики и садовые павильоны в палладиевом стиле, навеянные архитектурными набросками Палладио и его учеников. С пейзажным парком иногда сочетались и вкрапления восточной экзотики (как, например, шинуазри Уильяма Чемберса в садах Кью) либо готические мотивы (впервые использованные Г. Уолполом в Строберри-хилле).
Наиболее востребованными продолжателями школы английского парка во второй половине XVIII века выступили Ланселот Браун и Хамфри Рептон, которые «привели в гармонию» тысячи гектаров угодий по всей Британии. Для Брауна характерно упрощение структуры парка за счёт окончательного отказа от геометрических линий аллей и партеров. В его садах открытые пространства (полянки и лужайки) открывают захватывающие перспективы и зрительно расширяют пределы парка. В садах изобилуют искусственные каналы, замаскированные под заросшие тростником речушки. Рептон более густо засаживает свои сады кустами и деревьями, организованными в группы различной плотности.

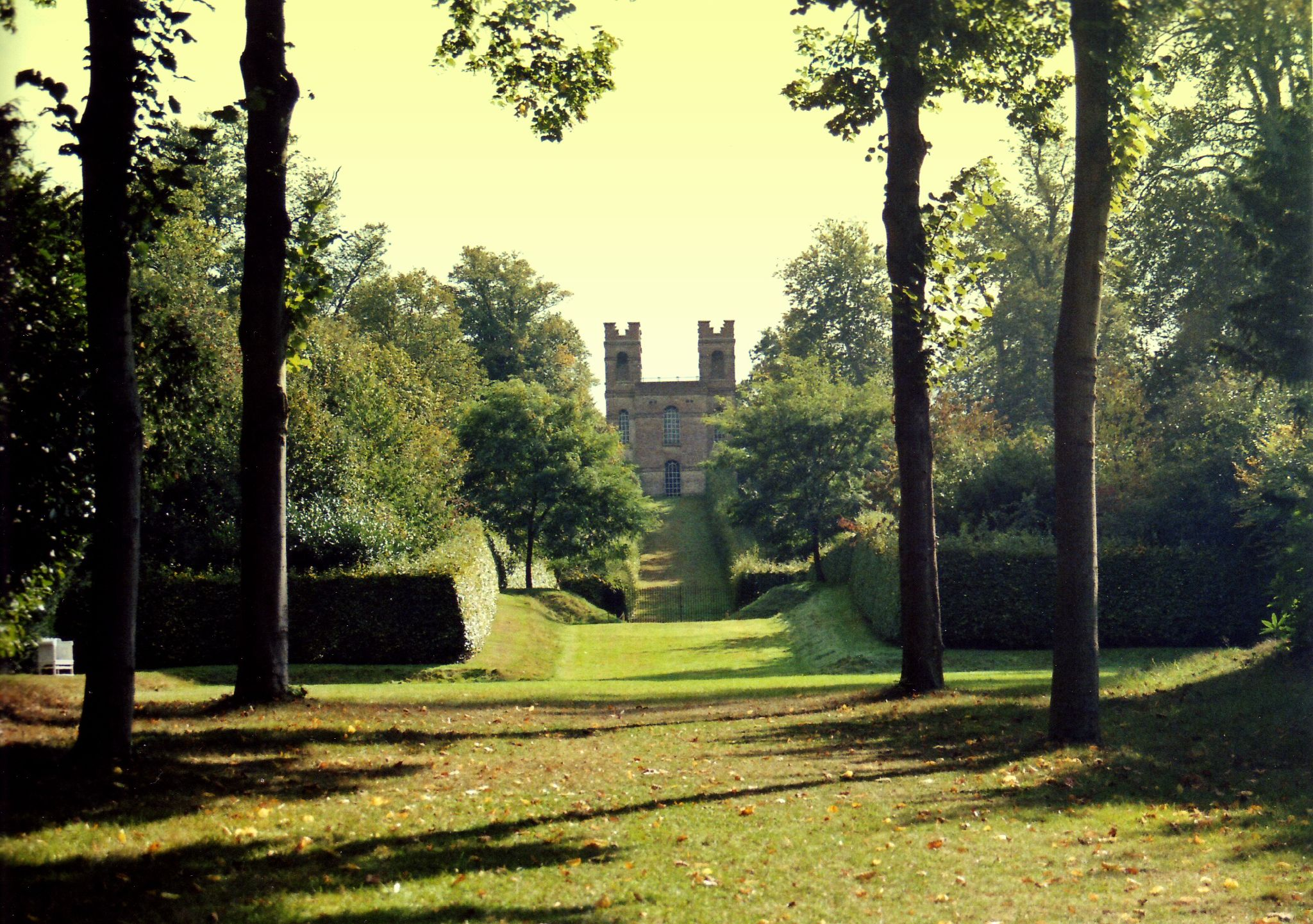
Парк в Кларемонте
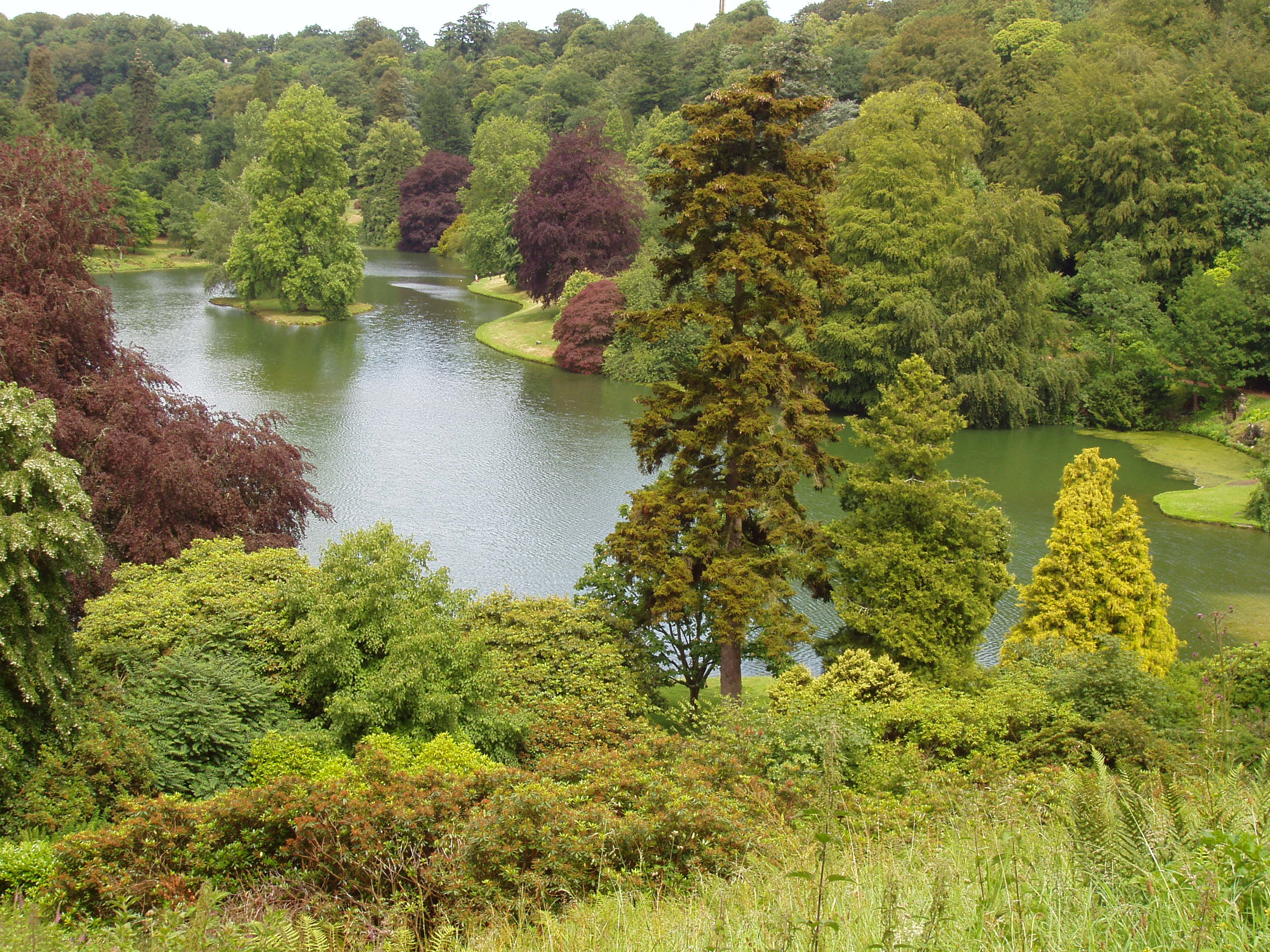
Парк в Стоу
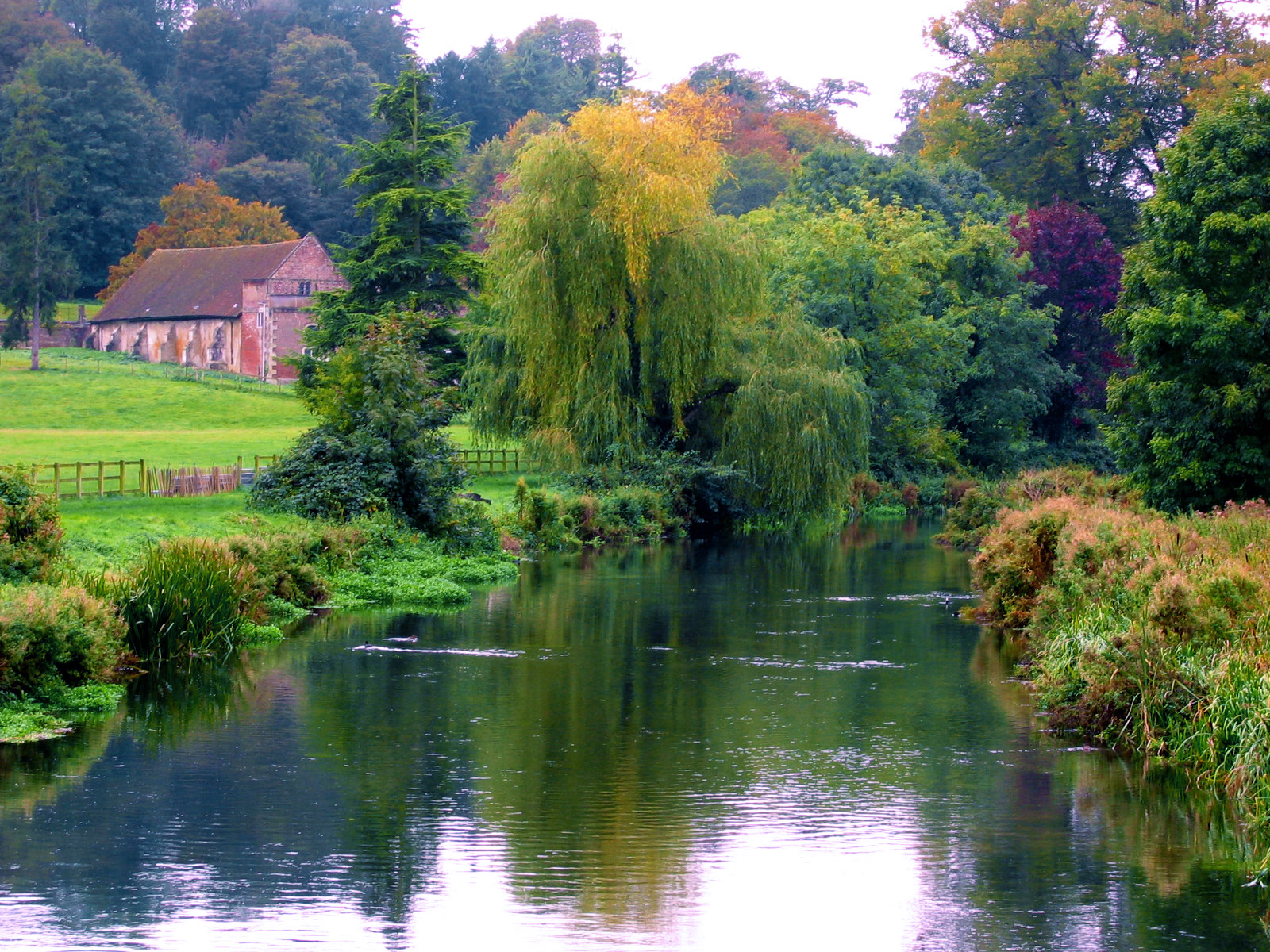
Сады Уилтон-хауса

## Континентальные парки
В середине XVIII века вместе с архитектурой рококо и барокко стал выходить из моды и регулярный парк. Распространению культа природной естественности более других мыслителей способствовал Жан-Жак Руссо, который одним из первых перепланировал свой сад в Эрменонвилле по английским образцам. При Людовике XVI английский парк получил уже всеобщее распространение, а его супруга Мария-Антуанетта устроила в Версале ферму с огородом, где под крестьянскую посуду был стилизован драгоценный севрский фарфор.
Наибольшее распространение на континенте английский парк получил в Германии, где одним из первых его образцов стало «парковое королевство» близ Дессау — фантазия на тему Стоу, Стоурхеда и Кларемонта. Этот обширный парк признан памятником Всемирного наследия, равно как и ещё более протяжённый парк князя Пюклера в Бад-Мускау. Другие характерные примеры пейзажных парков в Центральной и Восточной Европе — Английский парк в Мюнхене, Браницкий парк в Пруссии, Лазенковский и Уяздовский парки в Варшаве, Царицынский парк в Москве, Екатерининский, Гатчинский и Павловский парки под Петербургом и парк Монрепо в Выборге.

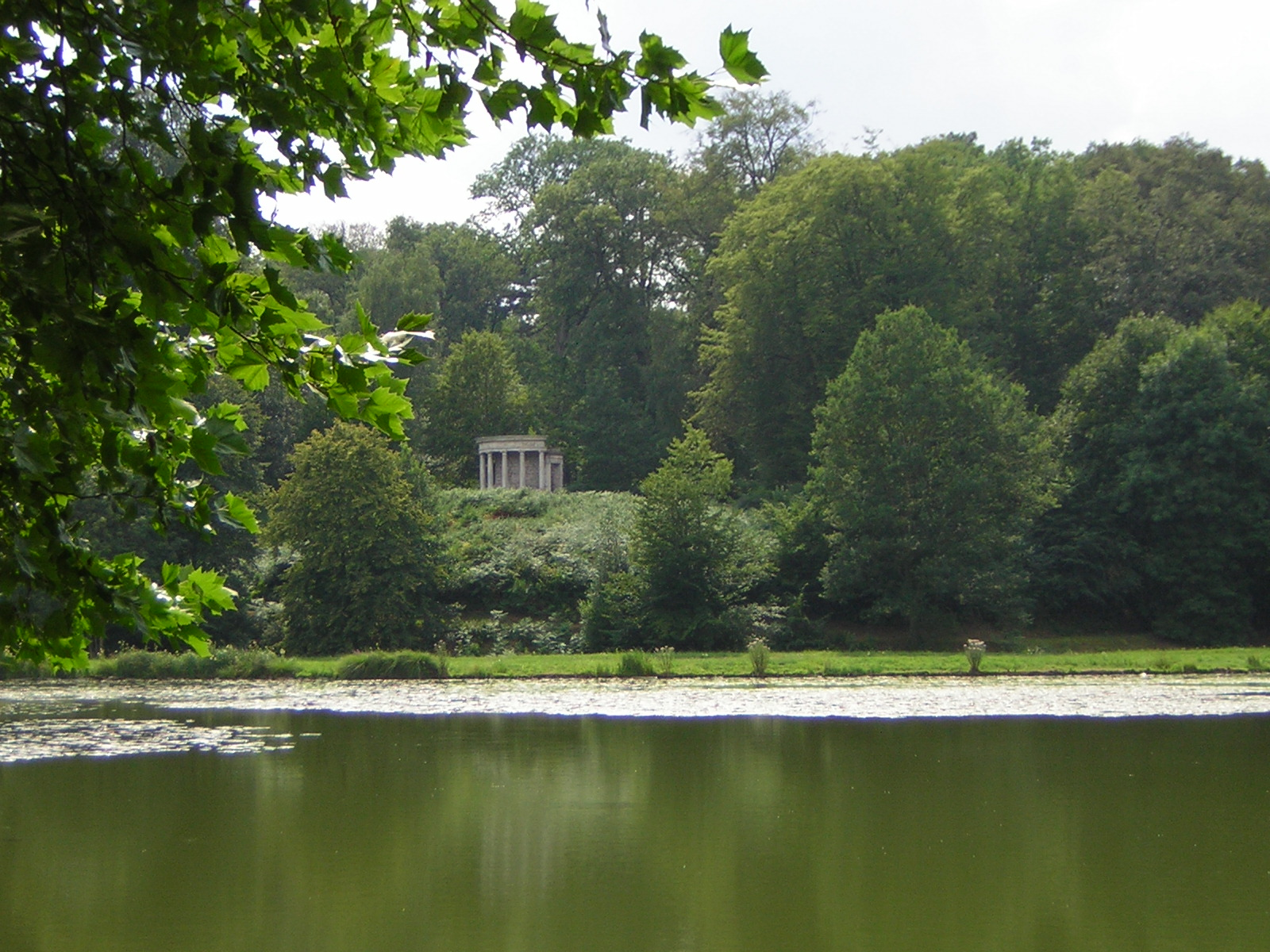
Эрменонвиль
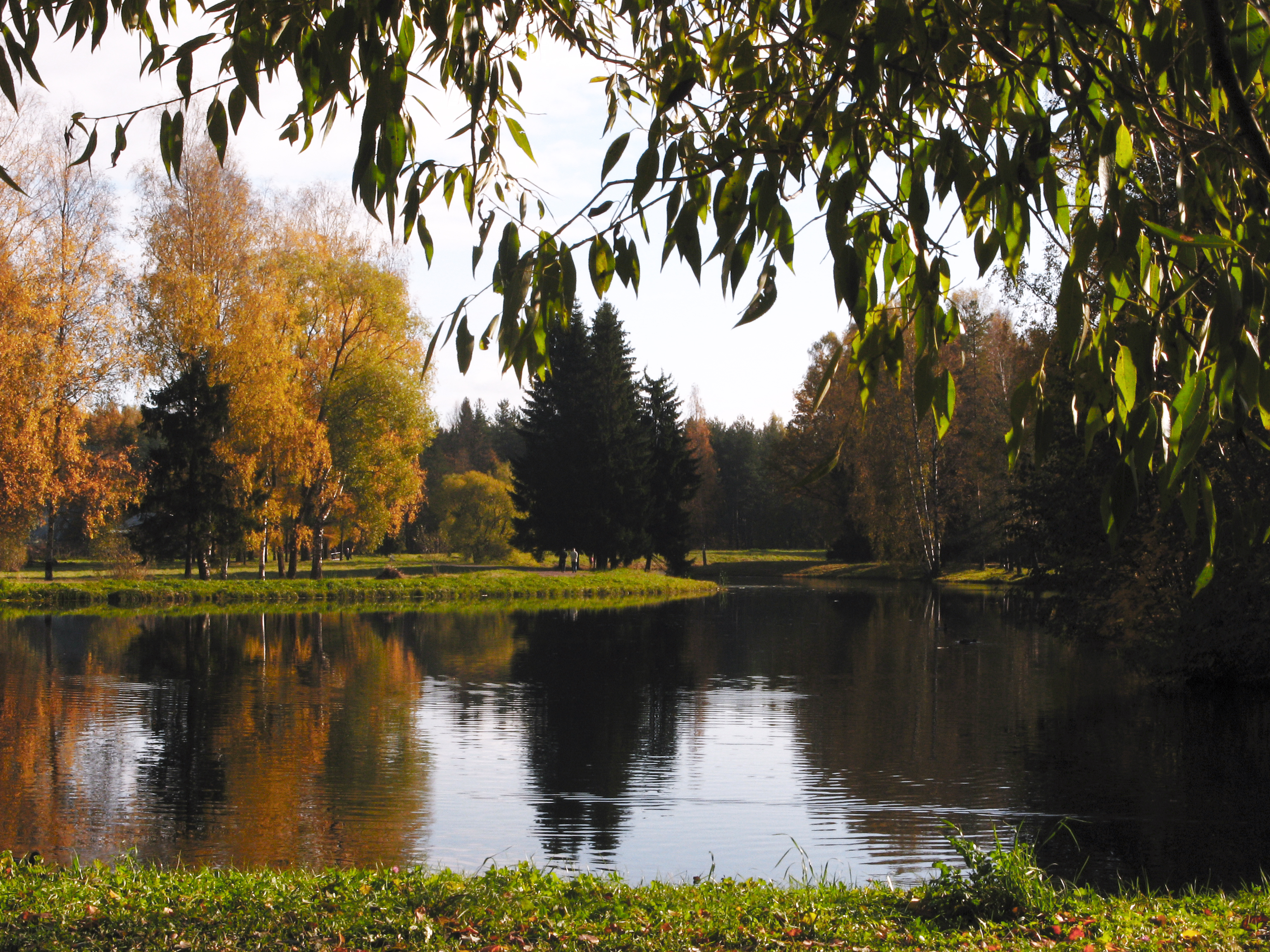
Павловский парк
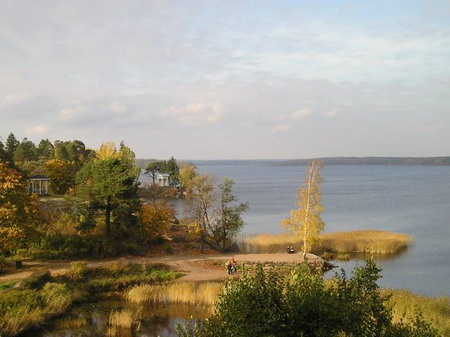
Монрепо

## Характеристики
Рептон сформулировал следующие принципы построения пейзажного парка: 
- Свободная планировка;
- Использование естественных ландшафтов — подчеркивание природной красоты и маскировка недостатков ландшафта; Один из первых пейзажных парков (Стоурхед, Англия).

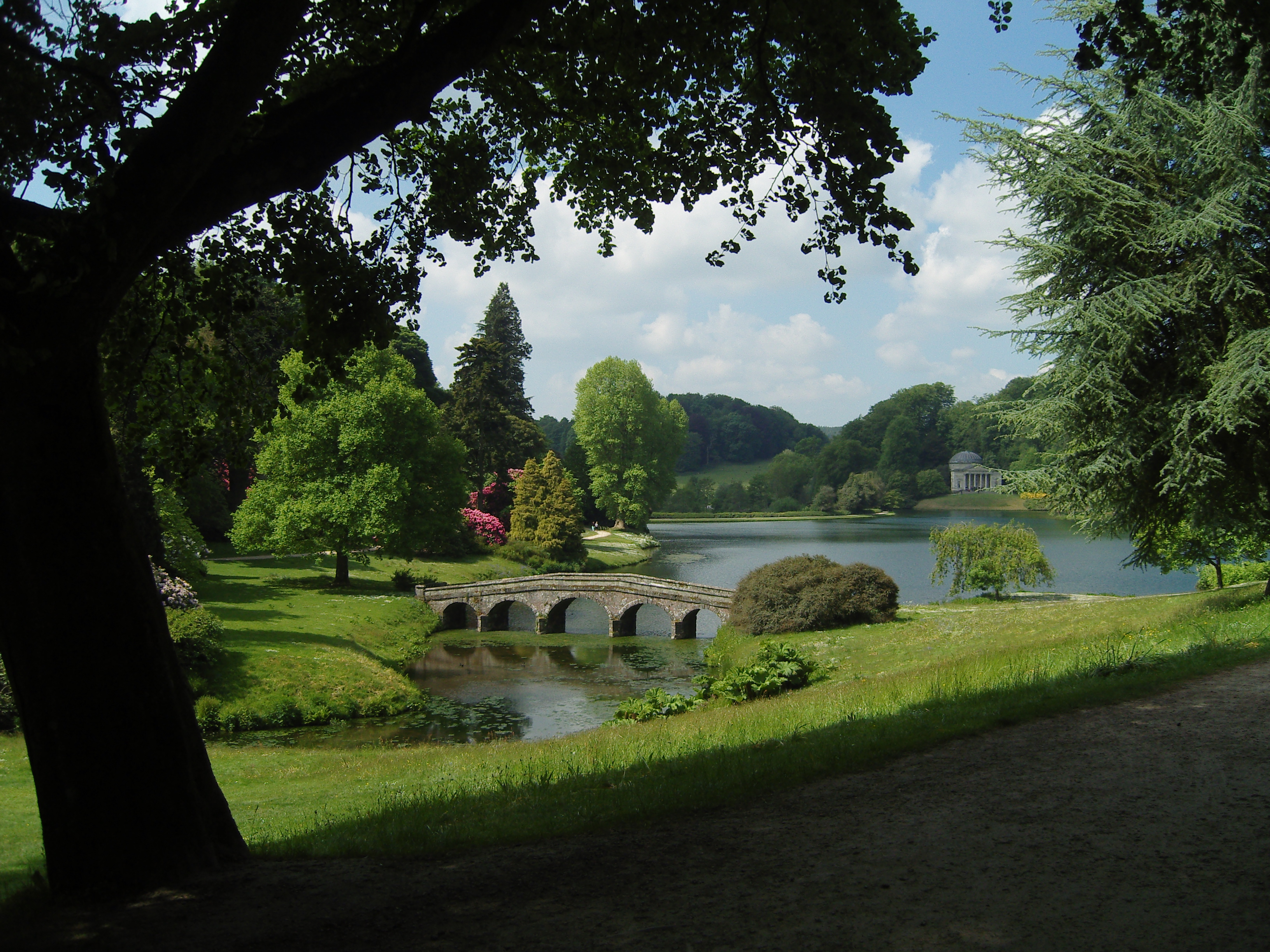
Один из первых пейзажных парков (Стоурхед, Англия).

- При создании пейзажных композиций придавать им иллюзию естественности;
- Все элементы сада подчинять целостности.

В построении пейзажного сада приветствуется неровный рельеф — возвышенности, склоны, овраги, природные водоёмы и даже болотца. Все природные недостатки местности сглаживаются, а достоинства обыгрываются. Плоский ландшафт требуется изменить искусственно, создать водоём, насыпи или впадины, затушевывая их рукотворность.
Архитектурные сооружения в пейзажном парке второстепенны, они должны быть вписаны в пейзаж — например, с помощью растительного объёма, значительно превышающего объём сооружений. Растительностью маскируют все острые углы и вспомогательные конструкции.
Эффект пейзажного сада — впечатление, будто растения здесь уже росли, а человек нашел среди них свободное место, чтобы построить дом, или вырубил в растительном массиве площадку для жилья.
Несмотря на то, что пейзажный сад вроде бы просто воссоздаёт природный пейзаж, в нём существует свой порядок, иерархия, строгий подбор растений, следуя которым, создается сад, одинаково великолепный во все времена года.
Интересно, что многие элементы английского парка стали буквально классическими в своём жанре. Так, например, в нескольких пейзажных парках мира имеются пирамиды или схожие архитектурные сооружения, также огромную популярность получили декоративные постройки, стилизованные под руины. Отдельно можно выделить Палладиев мост. Он настолько впечатлил создателей парковых ландшафтов, что его точные копии появлялись в новых парках. Сегодня эти мосты имеются в английских парках Стоу, Уилтон-хаус и в ландшафтном парке города Бат. Есть близнец этих мостов и в России, в Екатерининском парке в пригороде Санкт-Петербурга городе Пушкине.

## Списки пейзажных парков
- См. Категория:Ландшафтные парки

### Великобритания
- Уилтон хаус
- Чизик хаус
- Блейс касл
- Уобёрн-Эбби
- Чатсуорт хаус
- Стоурхед
- Клермонт
- Стоу
- Стадли Роял парк

### Германия
- Вёрлиц
- Ораниенбаум
- Луизиум
- Мускау
- Кромлау
- Браницкий парк

### Польша
- Лазенки
- Аркадия

### Россия
- Екатерининский парк (Царское Село)

- Александровский парк (Царское Село)
- Павловский парк
- Гатчинский парк
- Парк Александрия в Петергофе
- Английский парк в Петергофе - уничтожен во время Второй Мировой войны и до сих пор не восстановлен
- Монрепо
- Царицыно

### Франция
- Тет-д’ор

### Чехия
- Замковый парк Велтрусы
- Культурный ландшафт Леднице-Вальтице
- Замковый парк во Влашиме
- Парк Кинского